# Hamden (Connecticut)
Hamden est une ville située dans le comté de New Haven dans l'État du Connecticut aux États-Unis. Son surnom est The Land of the Sleeping Giant (littéralement « Le pays du Géant endormi ») en référence à un mont local. Hamden abrite la Quinnipiac University et selon les estimations, la ville accueille 60 960 habitants en 2010. Hamden est reliée à la banlieue nord de la ville de New Haven.

## Histoire

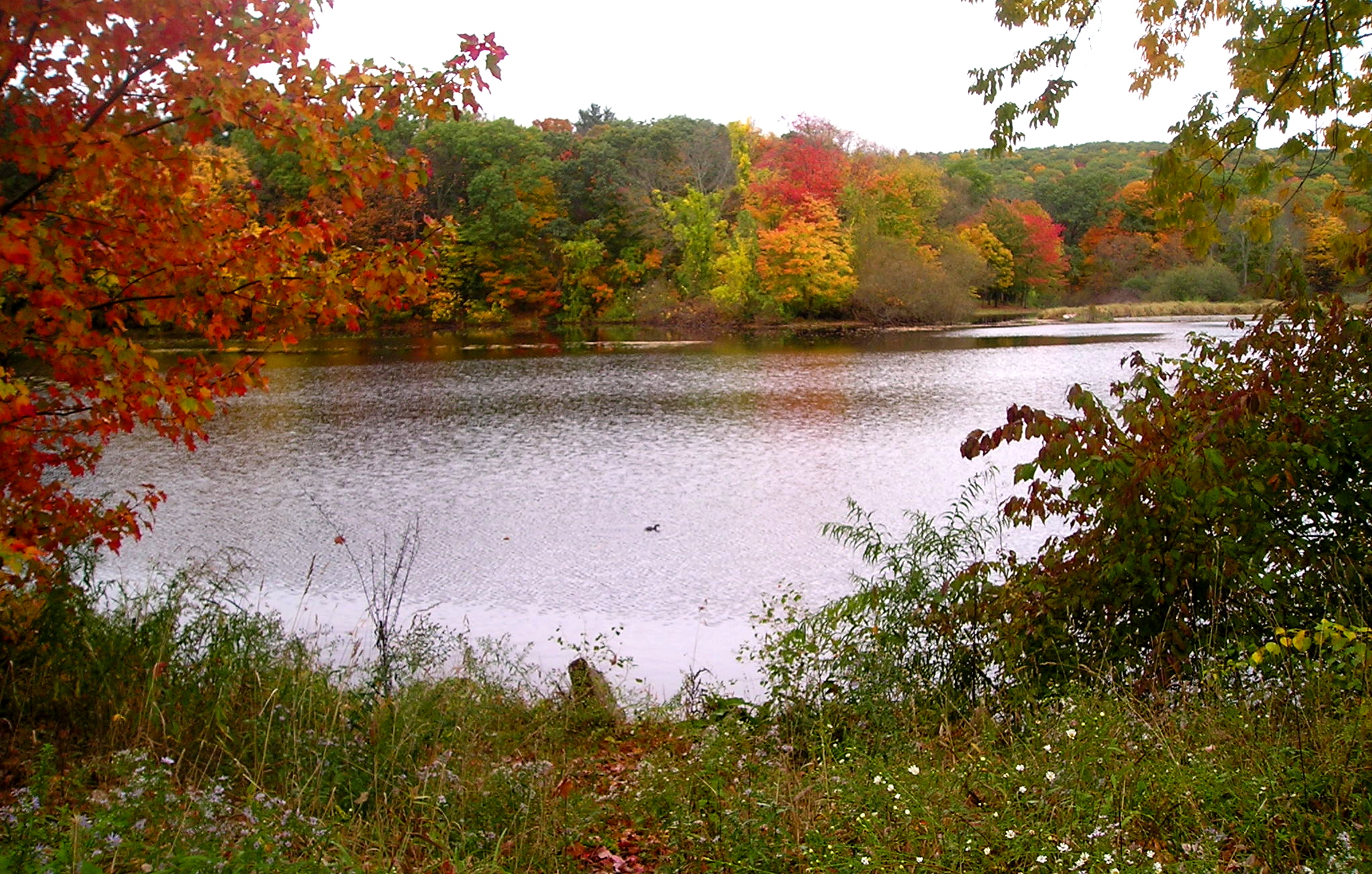
Clark's Pond, près du campus de la Quinnipiac University.

À l'origine colonisée par des Puritains en tant que partie de la ville de New Haven, Hamden fut achetée par Theophilus Eaton et le révérend John Davenport en 1638 à la tribu amérindienne des Quinnipiac. Elle resta attachée à New Haven jusqu'en 1786 lorsque 1 400 habitants ont incorporé la localité en tant que ville à part entière en la nommant en l'honneur de l'homme d'État anglais John Hampden.
La ville est en réalité composée d'un ensemble de hameaux comme Mount Carmel, Whitneyville, Spring Glen, West Woods et Highwood. L'économie de la région se développe grâce à l'invention par Éli Whitney de la cotton gin, un appareil permettant de traiter mécaniquement le coton. Un bâtiment de production est alors construit à proximité grâce à la présence d'une chute d'eau permettant l'installation d'un moulin à eau permettant d'actionner les machines. Whitney construit en même temps des habitations en pierres pour ses employés. En 1806, le barrage construit sur la rivière pour actionner le moulin est agrandi pour créer un plus grand réservoir dénommé lac Whitney. Le premier Pont en treillis des États-Unis sera construit à proximité sur la Mill River en 1823.
Le Canal Farmington qui reliait New Haven au nord du pays passait à Hamden entre 1825 et 1848 avant d'être supplanté par un chemin de fer. Le chemin de halage du canal deviendra par la suite un sentier de randonnée et certaines écluses ont été conservées. Durant les XIXe et XXe siècles, de nombreux immigrants italiens et irlandais s'installent dans la région. À la suite de l'urbanisation de la ville de New Haven, la ville est maintenant quasiment reliée à celle-ci bien que la partie nord reste assez rurale.
La ville sera touchée par une tornade en 1989.

## Géographie
Selon l'United States Census Bureau, la ville à une superficie de 33,31 milles carrés (86,27 km2) dont 32,65 milles carrés (84,56 km2) de terres fermes et 0,67 milles carrés (1,74 km2) d'étendues d'eau. Le nord de la ville est traversé par la Mill River sur lequel a été construit un barrage formant le lac Whitney avant de se jeter dans le Long Island Sound. La ville est également à proximité du fleuve Quinnipiac et du lac Wintergreen.

### Hameaux principaux
- Augerville
- Centerville
- Highwood
- Mount Carmel
- Spring Glen
- Whitneyville
- West Woods

## Démographie
Selon le recensement de 2000, sur les 56 913 habitants, on retrouvait 22 408 ménages et 14 027 familles dans la ville. La densité de population était de 670 habitants par km² et la densité d’habitations (23 464 au total) était de 276 habitations par km². La population était composée de 77,30 % de blancs, 15,53 % d’afro-américains et 3,53 % d’asiatiques.
26,7 % des ménages avaient des enfants de moins de 18 ans, 48,2 % étaient des couples mariés. 20,8 % de la population avait moins de 18 ans, 12,1 % entre 18 et 24 ans, 27,9 % entre 25 et 44 ans, 21,5 % entre 45 et 64 ans et 17,7 % au-dessus de 65 ans. L’âge moyen était de 38 ans. La proportion de femmes était de 100 pour 85 hommes.
Le revenu moyen d’un ménage était de 52 351 $.
| 1790  | 1800  | 1810  | 1820  | 1830  | 1840  |
| ----- | ----- | ----- | ----- | ----- | ----- |
| 1 422 | 1 482 | 1 716 | 1 687 | 1 666 | 1 797 |

| 1850  | 1860  | 1870  | 1880  | 1890  | 1900  |
| ----- | ----- | ----- | ----- | ----- | ----- |
| 2 164 | 2 725 | 3 028 | 3 408 | 3 882 | 4 626 |

| 1910  | 1920  | 1930   | 1940   | 1950   | 1960   |
| ----- | ----- | ------ | ------ | ------ | ------ |
| 5 850 | 8 611 | 19 020 | 23 373 | 29 715 | 41 056 |

| 1970   | 1980   | 1990   | 2000   | 2010   | - |
| ------ | ------ | ------ | ------ | ------ | - |
| 49 357 | 51 071 | 52 434 | 56 913 | 60 960 | - |